# SM UC-42
SM UC-42 – niemiecki podwodny stawiacz min z okresu I wojny światowej, jedna z 64 zbudowanych jednostek typu UC II. Zwodowany 21 września 1916 roku w stoczni Vulcan w Hamburgu, został przyjęty do służby w Kaiserliche Marine 18 listopada 1916 roku. W czasie służby operacyjnej w składzie 1. Flotylli U-Bootów Hochseeflotte okręt odbył sześć patroli bojowych, podczas których zatopił 14 statków o łącznej pojemności 9877 BRT oraz spowodował uszkodzenie slupa o wyporności 1210 ton. 10 września 1917 roku okręt zatonął wraz z całą załogą w wyniku eksplozji własnej miny nieopodal Cork.

## Projekt i budowa
Sukcesy pierwszych niemieckich podwodnych stawiaczy min typu UC I, a także niedostatki tej konstrukcji, skłoniły dowództwo Cesarskiej Marynarki Wojennej, z admirałem von Tirpitzem na czele, do działań mających na celu budowę nowego, znacznie większego i doskonalszego typu okrętów podwodnych. Opracowany latem 1915 roku projekt okrętu, oznaczonego później jako typ UC II, tworzony był równolegle z projektem przybrzeżnego torpedowego okrętu podwodnego typu UB II. Głównymi zmianami w stosunku do poprzedniej serii były: instalacja wyrzutni torpedowych i działa pokładowego, zwiększenie mocy i niezawodności siłowni, oraz wzrost prędkości i zasięgu jednostki, kosztem rezygnacji z możliwości łatwego transportu kolejowego (ze względu na powiększone rozmiary).
SM UC-42 zamówiony został 20 listopada 1915 roku jako jednostka z II serii okrętów typu UC II (numer projektu 41, nadany przez Inspektorat U-Bootów), w ramach wojennego programu rozbudowy floty . Został zbudowany w stoczni Vulcan w Hamburgu jako jeden z sześciu okrętów II serii zamówionych w tej wytwórni. UC-42 otrzymał numer stoczniowy 75 (Werk 75)  . Stępkę okrętu położono w 1915 roku , a zwodowany został 21 września 1916 roku. Koszt budowy okrętu wyniósł 1 mln 982 tys. marek.

## Dane taktyczno-techniczne
SM UC-42 był średniej wielkości przybrzeżnym okrętem podwodnym o konstrukcji dwukadłubowej. Długość całkowita wynosiła 49,5 metra, szerokość 5,22 metra i zanurzenie 3,68 metra . Wykonany ze stali kadłub sztywny miał 39,3 metra długości i 3,61 metra szerokości, a wysokość (od stępki do szczytu kiosku) wynosiła 7,46 metra . Wyporność w położeniu nawodnym wynosiła 400 ton, a w zanurzeniu 480 ton. Jednostka miała wysoki, ostry dziób przystosowany do przecinania sieci przeciwpodwodnych; do jej wnętrza prowadziły trzy luki: pierwszy przed kioskiem, drugi w kiosku, a ostatni w części rufowej, prowadzący do maszynowni . Cylindryczny kiosk miał średnicę 1,4 metra i wysokość 1,8 metra, obudowany był opływową osłoną . Okręt napędzany był na powierzchni przez dwa 6-cylindrowe, czterosuwowe silniki wysokoprężne Körting o łącznej mocy 520 KM, a pod wodą poruszał się dzięki dwóm silnikom elektrycznym SSW o łącznej mocy 460 KM . Dwa wały napędowe obracały dwie śruby wykonane z brązu manganowego (o średnicy 1,9 metra i skoku 0,9 metra) . Okręt osiągał prędkość 11,7 węzła na powierzchni i 6,7 węzła w zanurzeniu . Zasięg wynosił 9410 Mm przy prędkości 7 węzłów w położeniu nawodnym oraz 60 Mm przy prędkości 4 węzłów pod wodą . Zbiorniki mieściły 63 tony paliwa, a energia elektryczna magazynowana była w dwóch bateriach akumulatorów 26 MAS po 62 ogniwa, zlokalizowanych pod przednim i tylnym pomieszczeniem mieszkalnym załogi. Okręt miał siedem zewnętrznych zbiorników balastowych . Dopuszczalna głębokość zanurzenia wynosiła 50 metrów , a czas wykonania manewru zanurzenia 40 sekund.
Głównym uzbrojeniem okrętu było 18 min kotwicznych typu UC/200 w sześciu skośnych szybach minowych o średnicy 100 cm, usytuowanych w podwyższonej części dziobowej jeden za drugim w osi symetrii okrętu, pod kątem do tyłu (sposób stawiania – „pod siebie”). Układ ten powodował, że miny trzeba było stawiać na zaplanowanej przed rejsem głębokości, gdyż na morzu nie było do nich dostępu (co znacznie zmniejszało skuteczność okrętów). Wyposażenie uzupełniały dwie zewnętrzne wyrzutnie torped kalibru 500 mm (umiejscowione powyżej linii wodnej na dziobie, po obu stronach szybów minowych), jedna wewnętrzna wyrzutnia torped kal. 500 mm na rufie (z łącznym zapasem 7 torped) oraz umieszczone przed kioskiem działo pokładowe kal. 88 mm L/30, z zapasem amunicji wynoszącym 130 naboi . Okręt wyposażony był w dwa peryskopy Zeissa: wachtowy i bojowy oraz radiostację z podnoszonym masztem o wysokości 10 metrów. Wyposażenie uzupełniała kotwica grzybkowa o masie 272 kg .
Załoga okrętu składała się z 3 oficerów oraz 23 podoficerów i marynarzy.

## Służba

### 1916 rok
18 listopada 1916 roku SM UC-42 został przyjęty do służby w Cesarskiej Marynarce Wojennej . Dowództwo okrętu objął kpt. mar. (niem. Kapitänleutnant) Otto Heinrich Tornow, dowodzący wcześniej UC-39 .

### 1917 rok
Po okresie szkolenia okręt został 1 stycznia 1917 roku przydzielony do 1. Flotylli U-Bootów Hochseeflotte . Z dniem 1 lutego, rozkazem szefa sztabu admiralicji niemieckiej z 12 stycznia tego roku, U-Booty należące do czterech flotylli Hochseeflotte, Flotylli Flandria i Flotylli Pola rozpoczęły nieograniczoną wojnę podwodną.
W dniach 16–25 lutego okręt odbył operację bojową, stawiając u wschodniego wybrzeża Szkocji dwie zagrody składające się łącznie z 18 min. 22 lutego UC-42 zatrzymał i zatopił w odległości 90 Mm na południowy wschód od Aberdeen zbudowany w 1890 roku brytyjski trawler „Frolic” o pojemności 183 BRT. Na pokładzie jednostki nikt nie zginął . Tego samego dnia 85 Mm na południowy wschód od Aberdeen U-Boot zatrzymał i zatopił też zbudowany w 1894 roku brytyjski trawler „Lord Collingwood” (148 BRT) (obyło się bez strat ludzkich) . Kolejny rejs został przeprowadzony między 25 marca a 3 kwietnia, a jego efektem było postawienie na wodach Orkadów w dwóch zagrodach wszystkich mianych na pokładzie min. 28 marca okręt podwodny storpedował zbudowany w 1891 roku norweski bark z żelaznym kadłubem „Urania” o pojemności 1688 BRT, płynący z ładunkiem fosforanów na trasie Nowy Jork – Nyborg. Statek zatonął ze stratą siedmiu załogantów 12 Mm na wschód od wyspy Copinsay (Orkady) . Następnego dnia na postawioną przez UC-42 minę wszedł pochodzący z 1882 roku brytyjski parowiec „Ruby” (234 BRT). Jednostka, płynąca z ładunkiem drobnicy z Leith do Kirkwall, zatonęła w odległości 2,5 Mm od wyspy Auskerry w archipelagu Orkadów (zginęło sześciu członków załogi wraz z kapitanem)  . 31 sierpnia na minę wszedł też brytyjski slup HMS „Carnation” o wyporności 1210 ton, doznając uszkodzeń na pozycji 58°59′N 2°31′W/58,983333 -2,516667 (obyło się bez strat w ludziach) .
W maju UC-42 oraz pozostałe okręty wchodzące w skład 1. Flotylli (U-71, U-80, UC-29, UC-31, UC-33, UC-41, UC-44, UC-45, UC-49, UC-50, UC-51, UC-55, UC-75 i UC-77) postawiły wokół Wysp Brytyjskich 50 zagród minowych. 4 maja na pozycji 55°50′N 1°50′E/55,833333 1,833333 okręt zatrzymał i zatopił zbudowany w 1902 roku duński drewniany szkuner „Sophie” (64 BRT), transportujący węgiel z Blyth do Skagen. Mimo wcześniejszego opuszczenia żaglowca przez 4-osobową załogę nigdy jej nie odnaleziono . Nazajutrz na postawioną przez U-Boota minę wszedł zbudowany w 1904 roku brytyjski szkuner z żelaznym kadłubem „Angela” o pojemności 122 BRT, płynący z ładunkiem rudy żelaza na trasie Tamiza – Newcastle upon Tyne. Żaglowiec zatonął ze stratą pięciu członków załogi na pozycji 54°59′N 1°19′W/54,983333 -1,316667  . 6 maja jego los podzielił pochodzący z 1891 roku brytyjski parowiec „Hebble” (904 BRT), płynący pod balastem ze Scapa Flow do Sunderlandu, tonąc tracąc pięciu załogantów na pozycji 54°55′N 1°18′W/54,916667 -1,300000  . Trzy dni później na pozycji 56°11′N 1°45′W/56,183333 -1,750000 UC-42 zatrzymał i zatopił zbudowany w 1898 roku brytyjski kuter rybacki „Kitty” (181 BRT), biorąc do niewoli szypra oraz mechanika .
17 czerwca ofiarą załogi U-Boota padł zbudowany w 1895 roku uzbrojony brytyjski parowiec „Lizzie Westoll” (2855 BRT). Statek, przewożący ładunek magnezytu, został storpedowany bez ostrzeżenia i zatonął bez ofiar śmiertelnych w odległości 120 Mm od Fastnet Rock (na pozycji 51°39′N 12°44′W/51,650000 -12,733333)  . 12 lipca na postawionej przez UC-42 minie zatonął u wybrzeży Waterford zbudowany w 1916 roku brytyjski uzbrojony trawler HMT „George Milburn” (235 BRT). Na jego pokładzie śmierć poniosło 11 marynarzy .
18 lipca 1917 roku dowództwo okrętu objął por. mar. (niem. Oberleutnant zur See) Hans Albrecht Müller . 6 sierpnia załoga U-Boota napotkała na wysokości Aberdeen liczący osiem statków konwój. UC-42 storpedował i zatopił zbudowany w 1905 roku brytyjski parowiec „Baysoto” o pojemności 3082 BRT, płynący z ładunkiem lnu na trasie Archangielsk – Newcastle upon Tyne – Hawr (na pozycji 56°58′N 1°50′W/56,966667 -1,833333, bez ofiar)  . 14 sierpnia w odległości 11 Mm od St Abbs (nieopodal Eyemouth) na postawionej przez okręt minie zatonęła brytyjska łódź rybacka „Jane S.” o pojemności 12 BRT . 5 września łupem U-Boota padły dwa brytyjskie żaglowce, które zostały zatrzymane i po zdjęciu załóg zatopione: zbudowany w 1865 roku drewniany szkuner „Glynn” (78 BRT), transportujący rudę żelaza na trasie Granville – Swansea (32 Mm na północny zachód od latarni morskiej Les Hanois)  oraz pochodzący również z 1865 roku drewniany szkuner „Industry” (91 BRT), płynący pod balastem z Granville do Swansea (do zdarzenia doszło w odległości 20 Mm na północny zachód od latarni Les Hanois) .
10 września 1917 roku okręt zatonął wraz z całą, liczącą 27 osób załogą, w wyniku eksplozji własnej miny nieopodal Cork (na pozycji 51°44′N 8°12′W/51,733333 -8,200000) . 31 października tego roku leżący na głębokości 13 sążni wrak UC-42 został zlokalizowany i spenetrowany przez brytyjskich nurków. 6 listopada 2010 roku wrak został powtórnie zlokalizowany przez amatorskich nurków z Cork na głębokości 27 metrów .

### Podsumowanie działalności bojowej
SM UC-42 odbył sześć rejsów operacyjnych, w wyniku których zatonęło 14 statków o łącznej pojemności 9877 BRT, a slup o wyporności 1210 ton został uszkodzony . Na pokładach zatopionych i uszkodzonych jednostek zginęło co najmniej 38 osób, w tym 11 na brytyjskim uzbrojonym trawlerze HMT „George Milburn”  . Pełne zestawienie zadanych przez niego strat przedstawia poniższa tabela :
| Data             | Nazwa                | Państwo         | Tonaż       | Los jednostki |
| ---------------- | -------------------- | --------------- | ----------- | ------------- |
| 22 lutego 1917   | „Frolic”             | Wielka Brytania | 183         | zatopiony     |
| 22 lutego 1917   | „Lord Collingwood”   | Wielka Brytania | 148         | zatopiony     |
| 28 marca 1917    | „Urania”             | Norwegia        | 1688        | zatopiony     |
| 29 marca 1917    | „Ruby”               | Wielka Brytania | 234         | zatopiony     |
| 31 marca 1917    | HMS „Carnation”      | Royal Navy      | 1210        | uszkodzony    |
| 4 maja 1917      | „Sophie”             | Dania           | 64          | zatopiony     |
| 5 maja 1917      | „Angela”             | Wielka Brytania | 122         | zatopiony     |
| 6 maja 1917      | „Hebble”             | Wielka Brytania | 904         | zatopiony     |
| 9 maja 1917      | „Kitty”              | Wielka Brytania | 181         | zatopiony     |
| 17 czerwca 1917  | „Lizzie Westoll”     | Wielka Brytania | 2855        | zatopiony     |
| 12 lipca 1917    | HMT „George Milburn” | Royal Navy      | 235         | zatopiony     |
| 6 sierpnia 1917  | „Baysoto”            | Wielka Brytania | 3082        | zatopiony     |
| 14 sierpnia 1917 | „Jane S.”            | Wielka Brytania | 12          | zatopiony     |
| 5 września 1917  | „Glynn”              | Wielka Brytania | 78          | zatopiony     |
| 5 września 1917  | „Industry”           | Wielka Brytania | 91          | zatopiony     |
| RAZEM            | RAZEM                | zatopione:      | zatopione:  | 14            |
| RAZEM            | RAZEM                | uszkodzone:     | uszkodzone: | 1             |